# Évolution de l'univers DC
Cet article retrace l'évolution de l'univers DC à travers l'histoire de l'éditeur et de ses publications.
DC Comics est l'un des plus gros éditeurs américains de comics. Depuis sa création, dans les années 1930, il a publié sous de nombreux noms et labels comme National Periodical Publications, National Comics Publications, All-American Comics, Inc., National Allied Publications, Detective Comics, Inc., et plusieurs autres.
Sauf indication contraire, les dates mentionnées sont celle de la sortie de vente. Les dates de couvertures sont mentionnées entre parenthèses. La source peut être confirmée par la base de données Grand Comics Database.

## Années 1930

### 1934
- Automne : Création de la compagnie National Allied Publications, Inc. par le Major Malcolm Wheeler-Nicholson et qui deviendra plus tard DC Comics.

### 1935
- Janvier : National Allied Publications, Inc. publie son premier titre avec New Fun Comics no 1[1].
- Décembre : Lancement du deuxième titre de l'éditeur avec New Comics no 1[2].

### 1936
- Décembre : New Comics devient New Adventure Comics au numéro 12[3].

### 1937
- Février : Parution d'un nouveau titre avec Detective Comics no 1[4].
- Octobre : New Adventure Comics est renommé en Adventure Comics au numéro 32[5].

### 1938
- Avril : Première apparition de Superman dans Action Comics no 1[6], donnant ainsi naissance à un nouveau genre d'histoires, les récits de super-héros[7]. D'autres personnages y font leur apparition : Lois Lane et Giovanni Zatara, le père de Zatanna.

### 1939
- Avril : Parution de All-American Comics[8] et de Movie Comics[9].
- Avril : Première apparition de Sandman dans New York World's Fair Comics no 1[10].
- Avril : Première apparition de Batman dans Detective Comics n°27[11],[12] (en mai sur la date de couverture).
- Mai : Après ses débuts dans Actions Comics, Superman obtient sa propre série éponyme avec la sortie de Superman no 1[13].
- Été : Parution de Mutt & Jeff[14].
- Septembre : Fin de parution de Movie Comics au numéro 6.
- Novembre : Parution de Flash Comics[15].
- Décembre : Première apparition de Hugo Stange, ennemi de Batman, dans Detective Comics n°36[16].
- Décembre : Première apparition du Spectre (Jim Corrigan) dans More Fun Comics n°52[17].

## Années 1940

### 1940
- Janvier : Première apparition de Flash (Jay Garrick) dans Flash Comics no 1[18]. D'autres personnages y font également leur apparition : Hawkman (Carter Hall) et Hawkgirl (Shiera Sanders).
- Février : Première apparition de Lex Luthor, némésis de Superman, dans Action Comics n°23[19].
- Mars : Première apparition de Robin (Dick Grayson) dans Detective Comics n°38[20] (en avril sur la date de couverture).
- Mars : Première apparition de Doctor Fate (Kent Nelson) dans More Fun Comics n°55[21].
- Avril : Après le succès du personnage, Batman obtient sa propre série éponyme avec la sortie de Batman no 1[22]. Première apparition du Joker et de Catwoman.
- Mai : Première apparition de Gueule d'Argile (Basil Karlo) dans Detective Comics n°40[23].
- Mai : Première apparition de Green Lantern (Alan Scott) dans All-American Comics n°16[24].
- Juin : Parution de All-Star Comics.
- Novembre : Création de la première équipe de super-héros, avec la création de la Justice Society of America dans All-Star Comics n°3[25].
- Hiver : Parution d'un numéro spécial Noël avec Superman's Christmas Adventure, où Superman aide le Père Noël à faire sa tournée[26].

### 1941
- Février : Parution de World's Best Comics no 1 qui sera renommé en World's Finest Comics dès le n°2[27].
- Mai : Parution de All-Flash[28], série dédiée à Flash.
- Juillet : Sortie de Star-Spangled Comics no 1[29].
- Août : Première apparition de l’Épouvantail (Jonathan Crane), ennemi de Batman, dans World's Finest Comics n°3[30].
- Septembre : Parution de la première série Green Lantern[31].
- Septembre : Première apparition de Aquaman et de Green Arrow[32] dans More Fun Comics n°73[33] (en novembre sur la date de couverture). Green Arrow est également accompagné de son partenaire, Speedy.
- Septembre : National Comics intente un procès contre Fawcett Comics pour plagiat : le personnage de Captain Marvel ressemblait trop à Superman[34].
- Octobre : Première apparition de Wonder Woman dans All Star Comics n°8[35], créée par William Moulton Marston.
- Octobre : Première apparition du Pingouin, ennemi de Batman, dans Detective Comics n°58[36].
- Novembre : Sortie de Sensation Comics no 1[37], titre dédié à Wonder Woman.
- Décembre : Parution de Leading Comics[38].

### 1942
- Juin : Première apparition de Double-Face (Harvey Dent) dans Detective Comics n°66[39].
- Juillet : Wonder Woman obtient sa propre série éponyme avec la sortie de Wonder Woman no 1[40].
- Novembre : Parution de Boy Commandos[41].
- Décembre : Parution de Comic Cavalcade[42].

### 1943
- Février : Première apparition d'Alfred Pennyworth, fidèle majordome de Batman dans Batman n°16[43].
- Novembre : Parution de All Funny Comics[44].
- Novembre : à la suite de l'influence du serial, Alfred Pennyworth change d'apparence[45] dans Detective Comics n°83.
- Décembre : Première apparition de Vandal Savage dans Green Lantern n°10[46].

### 1944
- Mai : Première apparition de Giganta, ennemie de Wonder Woman, dans Wonder Woman n°9[47].
- Mai : Parution de la série Funny Stuff[48].
- Août : Première apparition de Solomon Grundy, zombie et ennemi récurrent de plusieurs super-héros, dans All-American Comics n°61[49].
- Octobre : Parution de la série Buzzy[50].
- Novembre : Parution de More Fun Comics n°101 qui narre une aventure de la jeunesse de Superman en tant que Superboy[51].
- Novembre : Parution de The Big All-American Comic Book, une one-shot de 132 pages[52].
- Hiver : Un nouveau one-shot de Noël sort, Superman's Christmas Adventure.

### 1945
- Mars : Parution de Real Screen Funnies[53].
- Juin : Real Screen Funnies est renommé en Real Screen Comics dès le n°2.

### 1946
- Janvier : Parution de Animal Antics[54] et de Real Fact Comics[55].
- Février : Parution de Funny Folks[56].
- Septembre : Le 30 septembre, All-American Publications et Detective Comics, Inc. fusionnent pour devenir National Periodical Publications[57].

### 1947
- Janvier : Première apparition de Star Sapphire, première version du personnage et ennemie de Flash, dans All-Flash Comics #32[58].
- Juin : Première apparition de Black Canary (Dinah Drake Lance) dans Flash Comics n°86[59].
- Août : Parution de A Date with Judy[60].
- Septembre : Fin de publication de More Fun Comics au numéro 127.
- Octobre : Parution de Gang Busters, série policière basée sur le feuilleton radio du même nom, Gang Busters (en).
- Octobre : Fin de publication de All-Flash au numéro 32.
- Novembre : Parution de Mr. District Attorney[61] et de Western Comics[62].
- Décembre : Parution de Leave It to Binky[63].

### 1948
- Mars : Fin de publication de All Funny Comics au numéro 23.
- Juin : Parution de Dale Evans Comics[64] et de Scribbly[65].
- Août : Première apparition du Chapelier Fou, ennemi de Batman dans Batman n°49[66].
- Août : Première apparition du Sphinx, ennemi de Batman dans Detective Comics n°140[67].
- Septembre : La série All-American Comics est renommée en All-American Western au numéro 103[68].
- Décembre : Fin de parution de Flash Comics au n°104 (en février 1949 sur la date de couverture).

### 1949
- Janvier : Sortie de Superboy no 1[69], titre dédié aux aventures d'un Superman adolescent.
- Janvier : Parution de Miss Beverly Hills of Hollywood[70].
- Mars : Fin de parution de Green Lantern au numéro 38.
- Mai : Parution de Romance Trail[71].
- Mai : Fin de parution de Real Fact Comics au numéro 21.
- Juin : Parution de la série romance, Girls' Love Stories[72].
- Juillet : Parution de Jimmy Wakely[73], une série western et de Secret Hearts[74], série à l'eau de rose.
- Août : Parution de The Adventures of Alan Ladd[75] et de The Adventures of Ozzie & Harriet[76].
- Septembre : Parution de Peter Porkchops[77].
- Septembre : Fin de parution de Boy Commandos au numéro 36.
- Novembre : Parution de The Adventures of Bob Hope[78] et de Girls' Romances[79].
- Novembre : Animal Antics devient Movietown's Animal Antics au numéro 24.
- Décembre : Parution de la mini-série Miss Melody Lane of Broadway[80].

## Années 1950

### 1950
- Janvier : Parution de Feature Films Magazine[81].
- Mars : Fin de parution de Romance Trail au numéro 6.
- Avril : Première apparition de Deadshot (Floyd Lawton), mercenaire, dans Batman n°59[82].
- Avril : Fin de parution de Miss Melody Lane of Broadway au n°3.
- Mai : Parution de Danger Trail[83].
- Mai : Fin de parution de The Adventures of Ozzie & Harriet au numéro 5 et de Miss Beverly Hills of Hollywood au numéro 9.
- Juin : Parution de Strange Adventures[84].
- Juin : Funny Folks devient Hollywood Funny Folks au numéro 27[85].
- Juillet : Première apparition de Lana Lang, amie de Superman, dans Superboy n°10[86].
- Juillet : Parution de Tomahawk[87], une série western.
- Juillet : Leading Comics devient Leading Screen Comics au numéro 45[88].
- Juillet : Fin de parution de Feature Films Magazine au numéro 4.
- Octobre : Parution de Rudolph the Red-Nosed Reindeer[89].
- Novembre : Parution de Big Town[90].
- Décembre : Fin de parution de The Adventures of Alan Ladd au n°9 et de All-Star Comics au n°57.

### 1951
- Janvier : Fin de parution de Danger Trail au numéro 5.
- Février : Parution de Mystery in Space[91].
- Février : All-Star Comics devient All Star Western au numéro 58[92].
- Mai : Première apparition de Barbara Gordon, future Batgirl, dans World's Finest n°53[93].
- Août : Le 30 août, après 12 ans de procédure, National Comics Publications gagne son procès contre Fawcett[94]. Fawcett Publications stoppe l'édition de comics.
- Octobre : Parution de House of Mystery[95], Flippity and Flop[96] et de The Fox and the Crow[97].
- Octobre : Fin de publication de Scribbly au numéro 15.
- Novembre : Parution de The Adventures of Rex the Wonder Dog[98] et de Here's Howie Comics[99].

### 1952
- Mars : Fin de parution de Sensation Comics au n°109.
- Mai : Parution de The Adventures of Dean Martin & Jerry Lewis[100] et de Sensation Mystery n°110 qui reprend la suite de Sensation Comics[101]. Star Spangled Comics devient Star Spangled War Stories au n°131.
- Mai : Fin de parution de Dale Evans Comics au numéro 24 et de Jimmy Wakely au numéro 18.
- Juin : Parution de Our Army at War[102] et de The Phantom Stranger[103].
- Juillet : La série All-American Western est renommée en All-American Men of War au numéro 127[104].
- Septembre : Fin de parution de All-American Men of War au numéro 128.
- Octobre : Reprise de la parution de All-American Men of War (vol.2) avec une nouvelle numérotation[105].

### 1953
- Avril : Fin de parution de The Phantom Stranger au n°6.
- Mai : Fin de parution de Sensation Mystery au n°116.
- Juin : Parution de Peter Panda[106].
- Juillet : Parution de Everything Happens to Harvey[107].
- Décembre : Parution de Hopalong Cassidy n°86. La série reprend la suite (et la numérotation) de la première série éditée par Fawcett Comics entre 1946 et 1953.

### 1954
- Avril : Le 19 avril sort le livre Seduction of the Innocent du psychiatre Fredric Wertham. Ce livre eu un fort impact négatif sur l'industrie des comics et les titres de DC n'y échappèrent pas[108].
- Avril : Fin de parution de Comic Cavalcade au n°63.
- Mai : Fin de parution de Funny Stuff au n°79 et Hollywood Funny Folks devient Nutsy Squirrel au n°61.
- Juin : Parution de Superman's Pal Jimmy Olsen no 1[109], titre dédié au personnage Jimmy Olsen et de la série Congo Bill[110].
- Juin : Movietown's Animal Antics devient The Raccoon Kids au n°52. Parution de The Dodo and the Frog n°80 qui est la suite de Funny Stuff[111].
- Juillet : Fin de parution de Everything Happens to Harvey au n°7.
- Août : Parution de Our Fighting Forces[112].
- Septembre : La conséquence de la sortie de Seduction of the Innocent fut la création d'un comité d'autocensure : le Comics Code Authority.
- Septembre : Fin de parution de Here's Howie Comics au n°18.
- Novembre : Parution de My Greatest Adventure[113].

### 1955
- Janvier : Première apparition de Krypto, le chien de Superman dans Adventure Comics n°210.
- Avril : Première apparition de Ace le Bat-chien, le chien de Batman dans Batman n°92.
- Juin : Sortie d'une nouvelle série avec The Brave and the Bold no 1[114].
- Juin : Fin de parution de Leading Screen Comics au n°77 et de Congo Bill au n°7.
- Juillet : Parution de Falling in Love[115] et de Frontier Fighters[116].
- Août : Parution de The Legends of Daniel Boone[117], un western.
- Septembre : Première apparition de « John Jones Manhunter from Mars » dans Detective Comics n°225[118] (en novembre sur la date de couverture).
- Décembre : Parution de Tales of the Unexpected[119].

### 1956
- Janvier : Parution de Showcase[120] no 1 et de The Three Mouseketeers[121].
- Février : Parution de Sugar and Spike[122].
- Mai : Première apparition de Batwoman (Kathy Kane) dans Detective Comics n°233[123] (en juillet sur la date de couverture).
- Avril : Parution de Jackie Gleason and the Honeymooners[124].
- Juillet : Fin de parution de The Legends of Daniel Boone au n°8.
- Juillet : Alors que les super-héros avaient quasiment disparu dans la période qui a suivi la Seconde Guerre mondiale, apparition d'un nouveau Flash, Barry Allen, dans Showcase n°4[125] sous l'impulsion de Julius Schwartz. Cette nouvelle version sera suivie de celles de Green Lantern, Hawkman et Atom, démarrant l'Âge d'argent des comics.
- Septembre : Parution de House of Secrets[126].
- Septembre : Fin de parution de Frontier Fighters au n°8.
- Novembre : Première apparition des Challengers of the Unknown dans Showcase n°6[127] (en février 1957 sur la date de couverture). Un groupe de quatre aventuriers qui voyage à travers le temps et l'espace dessiné par Jack Kirby (l'un de créateurs des Quatre Fantastiques).
- Rachat des personnages de la firme Quality Comics[128], qui vient de faire faillite. Ces personnages incluent Le Spirit de Will Eisner, Plastic Man ainsi que les Freedom Fighters. Les personnages issus de Quality Comics seront repartis sur Terre-Q (Plastic Man...) et sur Terre-X (les Freedom Fighters).
- Novembre : Parution de G.I. Combat n°44 et de Robin Hood Tales n°7. DC reprend les séries de Quality Comics en continuant la numérotation d'origine[129],[130].

### 1957
- Février : DC reprend la publication de Heart Throbs, une ancienne série de Quality Comics en reprenant sa numérotation d'origine. Le premier numéro est le n°47[131].
- Mars : Parution de Sergeant Bilko[132]. Le titre est basé sur la série télévisée The Phil Silvers Show.
- Mars : Première apparition de Captain Cold, chef des Lascars et ennemi de Barry Allen, dans Showcase n°8[133].
- Juillet : Fin de parution de Nutsy Squirrel au n°72 (ancienne série Funny Folks).
- Août : Fin de parution de The Raccoon Kids au n°64, de The Adventures of Dean Martin & Jerry Lewis au n°40 et de The Dodo and the Frog au n°92.
- Septembre : Parution de The Adventures of Jerry Lewis[134] n°41. La série reprend la numérotation de The Adventures of Dean Martin & Jerry Lewis.

### 1958
- Janvier : Lois Lane obtient sa propre série Superman's Girl Friend, Lois Lane[135] (en Mars sur la date de couverture).
- Janvier : Fin de parution de Big Town au n°50 et de Robin Hood Tales au n°14.
- Février : Première apparition de la légion des Super-Héros, dont trois membres rencontrent Superboy dans Adventure Comics n°247[136].
- Février : Parution de Challengers of the Unknown[137].
- Février : Fin de parution de Jackie Gleason and the Honeymooners au n°12.
- Mars : Parution de The New Adventures of Charlie Chan[138], série tirée de la série télévisée de Charlie Chan.
- Avril : Parution de Sgt. Bilko's Pvt. Doberman[139].
- Avril : Fin de parution de Mutt and Jeff au numéro 103.
- Mai : Première apparition de Brainiac, ennemi de Superman, dans Action Comics n°242[140].
- Juin : Première apparition de Supergirl dans Superman n°123[141].
- Juin : Fin de parution de Peter Panda au n°31.
- Juillet : Fin de parution de Buzzy au numéro 77.
- Septembre : Première apparition d'Adam Strange dans Showcase n°17[142].
- Octobre :  Fin de parution de Gang Busters au n°67.
- Novembre : Fin de parution de Mr. District Attorney au n°67.
- Décembre : Parution de The Flash n°105. La série reprend la numérotation de Flash Comics, stoppée au n°104 en décembre 1948.
- Décembre : Première apparition du Maître des Miroirs, ennemi de Flash, dans The Flash n°105[143].
- Décembre : Première apparition de Mister Freeze, ennemi de Batman, dans Batman n°121[144].
- Décembre : Fin de parution de The New Adventures of Charlie Chan avec le n°6.

### 1959
- Février : Première apparition de Gorilla Grodd, ennemi de Flash, dans The Flash n°106[145].
- Mars : Real Screen Comics est renommé TV Screen Cartoons après le n°128.
- Mars : Fin de parution de Hopalong Cassidy au n°135.
- Mai : Première apparition de Circé, ennemie de Wonder Woman, dans Showcase n°21[146].
- Juillet : Première apparition d'Abin Sur (Green Lantern), de Hal Jordan et de Carol Ferris (future Star Sapphire) dans Showcase n°22[147].
- Juillet : Fin de parution de The Adventures of Rex the Wonder Dog au n°46.
- Décembre : Première apparition de la Ligue de justice d'Amérique dans The Brave and The Bold n°28[148].
- Décembre : Première apparition d'Aqualad (Garth), jeune partenaire d'Aquaman dans Adventure Comics n°269 (en février 1960 sur la date de couverture).
- Décembre : Fin de parution de Sgt. Bilko's Pvt. Doberman avec le n°11.

## Années 1960

### 1960
- Janvier : Fin de parution de Sergeant Bilko au n°18.
- Mars : Parution de Many Loves of Dobie Gillis, tirée de la série télévisée du même nom.
- Mai : Parution de Green Lantern vol.2.
- Juillet : Première apparition des Gardiens de l'Univers dans Green Lantern vol.2 n°2[149].
- Avril : Première apparition de l'Amazo dans The Brave and the Bold n°30[150].
- Juillet : Fin de parution de Flippity & Flop au n°47.
- Août : Sortie de la série Justice League of America no 1[151], et fin de parution de Peter Porkchops au n°62, de A Date with Judy au n°79 et de The Three Mouseketeers au n°26.
- Octobre : Première apparition de Captain Boomerang, ennemi du Flash, dans Flash n°117[152].
- Novembre : Fin de parution de Western Comics au numéro 85 et de TV Screen Cartoons au n°138.

### 1961
- Janvier : Parution de Rip Hunter... Time Master.
- Avril : Fin de parution de All Star Western au numéro 119.
- Juillet : Parution de Sea Devils.
- Juillet : Première rencontre de Jay Garrick, le Flash du Golden Age, avec Barry Allen, le Flash du Silver Age, dans The Flash n°123[153]. Cette histoire, intitulée Flash of Two Worlds, montrait que les aventures des héros du Silver Age se déroulaient sur Terre-I, tandis que les héros avant-guerre étaient sur Terre-II. Grâce à leurs pouvoirs, les Flash avaient la capacité de franchir la barrière séparant ces deux mondes. Ce numéro lance le concept de multivers[154].
- Septembre : Fin de parution de Rudolph the Red-Nosed Reindeer au n°12.
- Novembre : 20 ans après sa création, Aquaman obtient enfin sa propre série éponyme avec Aquaman no 1[155].

### 1962
- Janvier : Création des Metal Men, un groupe de robots avec des super pouvoirs, par Will Magnus, dans les pages de Showcase n°37[156].
- Avril : Parution de The Atom.
- Octobre : Première apparition de Star Saphhire (Carol Ferris), ennemie de Green Lantern (Hal Jordan) dans Green Lantern n°16[58].

### 1963
- DC Comics rachète deux titres à Crestwood Publications : Young Love et Young Romance. DC continue leur publication dès juin pour Young Romance[157] et en juillet pour Young Love[158], en conservant leur numérotation d'origine.
- Février : Parution de Metal Men, première série dédiée au groupe des héros du même nom.
- Juin : Devant le succès de la rencontre des deux Flash, Justice League of America n°21-22[159] regroupa la ligue de justice d'Amérique et la Justice Society of America pour contrer un plan de plusieurs de leurs ennemis. Son titre "Crisis on Earth One" est la première utilisation du terme Crisis. Par la suite, de telles rencontres auront lieu tous les ans.
- Décembre : Fin de parution de My Greatest Adventure au n°85.

### 1964
- Janvier : Parution de The Doom Patrol, première série dédiée à l'équipe. Le premier numéro est le n°86, la série reprend la numérotation de My Greatest Adventure[160].
- Février : Hawkman obtient sa propre série.
- Mars : Parution de Capt. Storm[161].
- Juin : Parution du premier 80 Page Giant, magazine composé de réimpressions.
- Juin : Première apparition de la Terre-III dans Justice League of America n°29-30[162], mettant en scène la JLA et la JSA face au Syndicat du Crime.
- Août : Fin de parution de Many Loves of Dobie Gillis au n°26.
- Octobre : Première apparition de Metamorpho dans The Brave and the Bold n°57[163].

### 1965
- Avril : Première apparition de l'équipe des Teen Titans (sous ce nom), composée de Robin, Kid Flash et Aqualad qui sont rejoints par la jeune sœur de Wonder Woman, Wonder Girl dans The Brave and the Bold n°60[164].
- Mai : Parution de Metamorpho[165].
- Septembre : Première apparition de Blockbuster (Mark Desmond) dans Detective Comics n°345[166].
- Septembre : Première apparition de Beast Boy dans The Doom Patrol n°99[167].
- Septembre : Fin de parution de Rip Hunter... Time Master au n°29.
- Novembre : Parution de Teen Titans[168].

### 1966
- Avril : Parution de Swing with Scooter, série surfant sur la "Beatles Mania"[169].
- Avril : Première apparition de Poison Ivy, ennemie de Batman, dans Batman n°181[170].
- Juillet : Première apparition de Ocean Master, ennemi d'Aquaman, dans Aquaman n°29[171].
- Juillet : Parution de Mystery in Space n°110, la série est mise en pause jusqu'en juin 1980.
- Juillet : La parution de House of Secrets est mise en pause au n°80.
- Juillet : Fin de parution de All-American Men of War au n°117.
- Septembre : Parution de Plastic Man (vol.2), ancien personnage de Quality Comics[172].
- Septembre : Barry Allen épouse Iris West dans The Flash n°165[173].
- Novembre : Première apparition de Batgirl (Barbara Gordon) dans Detective Comics n°359[174].

### 1967
- Rachat de National Periodical Publications par la Kinney National Company.
- Janvier : Parution de The Inferior Five[175].
- Janvier : Fin de parution de Capt. Storm au n°18.
- Mars : Première apparition de Aquagirl (Tula) dans Aquaman n°33[176].
- Mars : Fin de parution de Sea Devils au n°35.
- Juin : Première course entre Superman et Flash[177] dans Superman n°199[178].
- Juin : Première apparition de Black Manta (David Hyde), ennemi d'Aquaman, dans Aquaman n°35[179].
- Juillet : Parution de Bomba the Jungle Boy[180].
- Août : Première apparition de Deadman (Boston Brand) dans Strange Adventures n°205[181].
- Septembre : Parution de The Spectre[182].
- Octobre : Fin de parution de Tales of the Unexpected au n°104.
- Décembre : Parution de The Unexpected n°105 qui reprend la suite de Tales of the Unexpected.
- Décembre : Fin de parution de The Adventures of Bob Hope et de The Fox and the Crow au numéro 108.

### 1968
- Rachat de la Kinney National Company par Warner Bros. pour 64 millions de dollars[183].
- Janvier : Première apparition du Creeper (Jack Ryder) dans Showcase n°73[184].
- Janvier : Première apparition de Guy Gardner (Green Lantern) dans Green Lantern vol. 2 n°59[185].
- Janvier : Fin de parution de Metamorpho au n°17.
- Février : Première apparition des Secret Six dans leur série éponyme[186]. Parution de Stanley and His Monster (en), la numérotation de cette nouvelle série reprend celle de la série The Fox and the Crow.
- Mars : The Creeper obtient sa propre série, Beware the Creeper[187].
- Mars : La série House of Mystery retourne à des récits d'horreurs avec le n°174, sous l'impulsion de l'éditeur Joe Orlando.
- Mars : Plastic Man vol.2 est mis en pause au n°10.
- Juin : La première série de Hawk and Dove[188] débute.
- Juin : Première apparition de Bat Lash dans Showcase n°76[189].
- Juin : Première apparition de Red Tornado dans Justice League of America n°64[190].
- Juin : Fin de parution de The Atom avec le n°38 et de Hawkman au n°27.
- Juillet : La série The Doom Patrol est mise en pause au n°121. Parution de From Beyond the Unknown (en).
- Juillet : Fin de parution de Bomba the Jungle Boy au n°7 et de The Inferior Five au n°10.
- Août : Sortie des séries Bat Lash[191] et Captain Action (en). Les séries The Atom et Hawkman fusionnent pour devenir Atom and Hawkman n°39. Parution de DC Special.
- Août : Fin de parution de Stanley and His Monster au n°112.
- Septembre : Première apparition de La Ligue des Assassins dans Strange Adventures n°215[192].
- Septembre : Sortie de la première série de Angel and The Ape[193].
- Novembre : Parution de Binky's Buddies et de Date With Debbi (en).
- Décembre : Parution de The Witching Hour (en).

### 1969
- Janvier : Fin de parution de Beware the Creeper au n°6.
- Février : Parution de Debbi's Dates, série dérivée de Date With Debbi.
- Février : Fin de parution de Secret Six au n°7.
- Mars : Parution de Phantom Stranger vol.2 et de la mini-série Windy and Willy.
- Mars : Fin de parution de The Spectre au n°10.
- Avril : Fin de parution de Captain Action au n°5 et de Hawk and Dove au n°6.
- Juin : L'artiste Neal Adams remet au goût du jour l'apparence visuelle du personnage Green Arrow en créant un nouveau costume dans The Brave and the Bold n°85[194].
- Juin : Reprise de la parution de House of Secrets avec le n°81.
- Juillet : Fin de parution de Angel and the Ape au n°6 et de Atom and Hawkman au n°45.
- Août : Première apparition de Jason Bard, policier de Gotham City, dans Detective Comics n°392[195].
- Août : Fin de parution de Bat Lash au n°7.
- Septembre : Fin de parution de Windy and Willy avec le n°4.
- Octobre : La série Metal Men est mise en pause au n°41. Elle reprend en décembre 1972.
- Décembre : Fin de parution de Leave It to Binky au numéro 71.

## Années 1970

### 1970
- Janvier : Parution de Hot Wheels, mini-série de six numéros issue de la marque de jouets Mattel[196].
- Février : Dennis O'Neil et Neal Adams deviennent l'équipe créative du titre Green Lantern vol.2 au numéro 76[197]. Le titre est changé en Green Lantern / Green Arrow. Les deux auteurs vont s'éloigner de la science-fiction pour livrer des histoires sur la réalité sociale américaine[198].
- Février : Parution de Binky n°72 qui reprend la numérotation de Leave It to Binky.
- Mars : Parution de Three Mouseketeers vol.2 qui propose des réimpressions de plusieurs titres "Funny Animal".
- Avril : Première apparition de Man-Bat dans Detective Comics n°400[199].
- Juin : Parution de All-Star Western vol. 2.
- Juillet : La parution de Showcase est mise en pause au n°93. Parution de Super DC Giant, anthologie proposant des réimpressions.
- Août : Jack Kirby commence à travailler pour DC Comics sur Superman's Pal, Jimmy Olsen n°133[200]. Il y introduit les concepts et personnages de son Quatrième Monde. Première apparition de l'Intergang et du Projet Cadmus.
- Août : Parution de The Sinister House of Secret Love.
- Septembre : Fin de parution de Binky's Buddies au n°12.
- Octobre : Première apparition de Darkseid dans Superman's Pal, Jimmy Olsen n°134[201].
- Octobre : Fin de parution de Debbi's Dates au n°11.
- Novembre : Début de l'arc narratif "The Sandman Saga" dans Superman n°233[202]. Denny O'Neil et Curt Swan y suppriment toute kryptonite de la surface de la Terre[203].
- Décembre : Parution de Forever People et de The New Gods.

### 1971
- Jack Kirby étend son Quatrième Monde en développant trois autres titres : Forever People[204], New Gods[205] et Mister Miracle[206].
- Janvier : Assouplissement du Comics Code Authority.
- Janvier : Première apparition de Mister Miracle dans Mister Miracle no 1[206].
- Janvier : La parution de la série Aquaman est mise en pause au n°56.
- Mars : Première apparition de Talia al Ghul dans Detective Comics n°411[207].
- Mars : Fin de parution de The Adventures of Jerry Lewis au n°124 et de Three Mouseketeers vol.2 au n°7.
- Avril : Première apparition de Ra's al Ghul dans Batman n°232[208].
- Avril : Première apparition de Swamp Thing dans House of Secrets n°92[209].
- Mai : Fin de parution de Secret Hearts au numéro 153.
- Juin : Parution de Green Lantern vol.2 n°85[210] : Snowbirds Don't Fly (Les junkies ne volent pas!) dans lequel Denny O'Neil et Neal Adams présentèrent un Speedy toxicomane pour dénoncer les méfaits de la drogue, malgré l'opposition du Comics Code Authority[211].
- Juin : Parution de DC 100-Page Super Spectacular n°4, anthologie proposant des réimpressions (il n'y a pas de numéros 1 à 3)[212] et du one-shot In The Days of The Mob.
- Juillet : Parution de The Dark Mansion of Forbidden Love, anthologie sur l'horreur, le suspense et la romance, de Ghosts et de Weird War Tales, anthologies d'horreur.
- Juillet : Première apparition de Big Barda dans Mister Miracle n°4[213].
- Août : Fin de parution de Girls' Romances au n°160 et de Sugar and Spike au n°98. La série Binky est mise en pause avec le n°81.
- Octobre : Première apparition de John Stewart dans Green Lantern vol.2 n°87[214].

### 1972
- DC Comics rachète les droits de Captain Marvel et de tous les personnages associés à la firme Fawcett Comics. Le nom ayant été repris par Marvel Comics en 1967, le personnage est renommé Shazam[215]. La Famille Marvel continue ses aventures sur la Terre-S.
- Février : DC Comics récupère la licence de Tarzan et édite Tarzan n°207 à la suite de la série Edgar Rice Burroughs' Tarzan of the Apes de Gold Key[216].
- Février : Fin de parution de All-Star Western Vol.2 au n°11.
- Mars : Parution de Forbidden Tales of Dark Mansion n°5 qui reprend la suite de The Dark Mansion of Forbidden Love. Parution de Korak Son of Tarzan n°46 qui reprend la suite de la série Edgar Rice Burroughs Korak, Son of Tarzan publiée par Gold Key.
- Mars : Fin de parution de Tomahawk au numéro 140.
- Avril : Parution de Secrets of Sinister House n°5 qui remplace The Sinister House of Secret Love et de Weird Western Tales en remplacement de All-Star Western.
- Mai : Parution de Wanted, The World's Most Dangerous Villains et de Weird Mystery Tales. Sortie du one-shot Larry Harmon's Laurel and Hardy basé sur la série animée de Larry Harmon.
- Juin : Première apparition de Etrigan dans The Demon.
- Juin : Parution de Weird Worlds.
- Juin (date de couverture) : Fin de parution de DC 100-Page Super Spectacular au n°DC-13.
- Août : Sortie de la série Kamandi, The Last Boy On Earth[217] de Jack Kirby.
- Août : Sortie de Swamp Thing no 1[218], première série dédiée à Swamp Thing.
- Août : Fin de publication de Heart Throbs au n°146, de Swing with Scooter au n°36, de Date With Debbi au n°18 et de The Forever People au n°11.
- Septembre : Sortie de Supergirl no 1[219], première série dédiée à Supergirl. Parution de Love Stories n°147 qui prend la suite de Heart Throbs.
- Octobre : Parution de Limited Collectors' Edition, série qui propose des réimpressions à un format plus grand que les comics habituels.
- Novembre : La série Teen Titans est mise en pause au n°43.
- Décembre : Sortie de Shazam! no 1[220], qui relance l'ancien Captain Marvel de Fawcett disparu lors des années 1950 (en février 1973 sur la date de couverture).
- Décembre : Parution de Four-Star Battle Tales, Johnny Thunder, Legion of Super-Heroes et de la série Secret Origins.
- Décembre : Parution de Sword of Sorcery basée sur Le Cycle des épées de Fritz Leiber.
- Décembre : Reprise de la parution de Metal Men au n°42 et de The Doom Patrol au n°122.

### 1973
- Janvier : Première apparition de Klarion the Witch Boy dans The Demon n°7[221].
- Janvier : Parution de G.I. War Tales et du one-shot Trigger Twins.
- Mars : Parution du one-shot The Amazing World of Superman.
- Mars : Fin de parution de The Doom Patrol au n°124.
- Avril : La série Metal Men est à nouveau mise en pause au n°44.
- Avril : Fin de parution de Johnny Thunder au n°3 et de Legion of Super-Heroes au n°4.
- Mai : Parution de Prez.
- Mai : Fin de parution de Wanted. The World's Most Dangerous Villains au n°9.
- Juin : Parution de Boy Commandos Vol.2 qui réimprime des histoires de la première série, de Plop ! et de Strange Sports Stories.
- Juillet : Parution de Black Magic, Champion Sports et de The Shadow.
- Juillet : Fin de parution de Strange Adventures au n°244, de Falling in Love au n°143, de Love Stories au n°152 et de G.I. War Tales au n°4.
- Août : Fin de parution de Girls' Love Stories au n°180, de Four-Star Battle Tales au n°5, de From Beyond the Unknown au n°25 et de Sword of Sorcery au n°5.
- Octobre : Fin de parution de The Demon au n°16.
- Novembre : Fin de parution de Superman's Pal, Jimmy Olsen au n°163, Champion Sports au n°3, Forbidden Tales of Dark Mansion au n°15 et de Prez au n°4.

### 1974
- Janvier : Parution de Famous First Edition qui réimprime les premières apparitions des héros de l'âge d'or, de Rima the Jungle Girl et de The Sandman.
- Janvier : Parution de The Superman Family n°164 qui reprend la numérotation de Superman's Pal, Jimmy Olsen.
- Mars : Fin de parution de Secrets of Sinister House au n°18.
- Avril : Fin de parution de Strange Sports Stories au n°6.
- Juin : Parution de OMAC no 1[222] de Jack Kirby.
- Juin : Fin de parution de Supergirl au n°10 et de Superman's Girl Friend, Lois Lane au n°137.
- Juillet : Parution de The Amazing World of DC Comics, fanzine officiel publié par DC Comics[223].
- Juillet : Fin de parution de Secret Origins au n°7 et de Weird Worlds au n°10.

### 1975
- Le boom des comics d'horreur qui avait démarré à la fin des années 1960 et qui avait pris de l'ampleur en 1971 grâce à la révision du Comics Code Authority s’essouffle. Les éditeurs de comics annulent un grand nombre de titres. Chez DC, sont annulées les séries Black Magic, Secrets of Haunted House, Tales of Ghost Castle, et Weird Mystery Tales.
- Janvier : Parution de 1st Issue Special, une anthologie permettant de "tester" de nouveaux personnages avant de lancer une nouvelle série. Parution de Beowulf qui reprend le poème épique, de Richard Dragon, Kung-Fu Fighter et de Secrets of Haunted House.
- Janvier : Fin de parution de Black Magic au n°9 et de Rima the Jungle Girl au n°7.
- Février : Parution de Claw the Unconquered, The Joker, Justice, Inc., Tales of Ghost Castle et de Tor.
- Mars : Parution de Kong the Untamed et de Stalker.
- Mai : Fin de parution de The Shadow au n°12.
- Juin : Parution de la série Batman Family[224].
- Juin : Parution de Sherlock Holmes, annoncé sous forme de série, le titre n'alla pas plus loin que le premier numéro[225].
- Juin : Fin de parution de Tales of Ghost Castle dès le n°3 et de Korak, Son of Tarzan au n°59.
- Juillet : Parution de Hercules Unbound et de Super-Team Family.
- Août : Parution de Tarzan Family n°60 qui reprend la numérotation de Korak, Son of Tarzan.
- Août : Fin de parution de Justice, Inc. au n°4, OMAC au n°8, Weird Mystery Tales au n°24 et de Young Romance au n°208.
- Septembre : Parution de Man-Bat.
- Septembre : La série Secrets of Haunted House est mise en pause au n°5.
- Septembre : Fin de parution de The Sandman au n°6 et de Stalker au n°4.
- Octobre : Reprise de la parution de All-Star Comics (n°58) après son arrêt en 1950 ; parution de Blitzkrieg, comics sur l'occupation nazie lors de la grande guerre et de Warlord.
- Novembre : Parution de Kobra. Reprise de Plastic Man vol.2 au n°11.
- Novembre : Fin de parution de Kong the Untamed au n°5, Man-Bat au n°2 et de Beowulf au n°6.
- Décembre : Parution de Freedom Fighters no 1[226] (en mars 1976 sur la date de couverture). La série narre les aventures des personnages acquit de la firme Quality Comics, et se déroule sur Terre-X, une Terre où les Nazis auraient gagné la Seconde Guerre mondiale. Parution de DC Super-Stars, série anthologie et de Four-Star Spectacular qui propose des réimpressions dans un format qui propose un nombre de pages plus important que les comics traditionnels. Parution de Karate Kid.
- Décembre : Première apparition de Leslie Thompkins dans Detective Comics n°457[227].
- Décembre : Fin de parution de Tor au n°6.

### 1976
- Après avoir tenté de récupérer les droits de Superman pendant des années, Jerry Siegel et Joe Shuster obtinrent un accord avec DC Comics[228].
- Multiplication des nouveaux titres.
- Janvier : Parution de Superman vs. The Amazing Spider-Man[229], premier crossover moderne entre super-héros de deux compagnies, co-publié par DC et Marvel.
- Janvier : Reprise de l'édition de Metal Men avec le n°45.
- Janvier : Fin de parution de 1st Issue Special au n°13.
- Février : Parution de Secret Society of Super Villains no 1[230], série dédiée à un groupe de super-vilains.
- Mai : Parution de Superman n°302[231], premier numéro affichant les crédits de "created by Jerry Siegel and Joe Shuster"[228]. Parution de Ragman.
- Mai : Parution de Starfire, la première version du personnage (à ne pas confondre avec Koriand'r).
- Mai : Fin de parution de Swamp Thing au n°24.
- Juin : Fin de parution de The Joker au n°9 et de Blitzkrieg au n°5.
- Juillet : Parution de Isis, série issue de la série télévisée de Filmation.
- Juillet : Fin de parution de Super DC Giant au n°27.
- Août : Parution de Super Friends, ce titre est l'adaptation papier de la série animée Le Plein de super. Parution de Welcome Back, Kotter, adapté de la série télévisée du même nom.
- Août : La série Teen Titans reprend avec le n°44.
- Août : Fin de parution de Plop ! au n°24 et de Tarzan Family n°66.
- Septembre : Première apparition de Karen Beecher-Duncan (Bumblebee) dans Teen Titans n°45[232]. Elle est considérée comme la première femme super-héros d'origine afro-américaine à apparaître chez DC Comics. Bien que ce titre est parfois accordé à Nubia, un personnage secondaire de Wonder Woman apparut en 1973[233].
- Septembre : Parution du one-shot Super-Heroes Battle Super-Gorillas.
- Octobre : Fin de parution de Four Star Spectacular au n°6.
- Novembre : Fin de parution de Our Army at War au n°301, Star Spangled War Stories au n°204 et de Tarzan au n°258.
- Décembre : Parution de Jonah Hex et de Sgt. Rock n°302 qui prend la suite de Our Army at War.
- Décembre : Fin de parution de Kobra au n°7.

### 1977

Logo de l'éditeur de 1977 jusqu'en 2005.

- Logo de l'éditeur de 1977 jusqu'en 2005.National Periodical Publications change son nom en DC Comics, Inc.
- Janvier : Première apparition de Black Lightning dans Black Lightning no 1[234].
- Janvier : Parution de Unknown Soldier n°205 qui reprend la suite de Star Spangled War Stories[235].
- Février : Parution de Detective Comics n°469, début de Strange Apparitions écrit par Steve Englehart. L'auteur intègre pour la première fois des éléments de continuité créant le premier arc narratif du titre, DC Comics étant plus habitué à des épisodes uniques ou en deux chapitres[236].
- Mars : Parution de Shade, the Changing Man.
- Mars : Reprise de Secrets of Haunted House avec le n°6.
- Mars : Fin de parution de Ragman au n°5.
- Avril : Fin de parution de Young Love au n°126.
- Avril : Mort d'Aquababy (Arthur Curry, Jr.), le fils d'Aquaman et Mera, tué par Black Manta dans Adventure Comics n°452[237].
- Mai : Parution de Men of War.
- Mai : Reprise de la parution de Showcase avec le n°94 et d'Aquaman au n°57.
- Mai : Fin de parution de Hercules Unbound au n°12 et de DC Special au n°29.
- Juin : Parution de Superboy and the Legion of Super-Heroes n°231 qui remplace et reprend la numérotation de la série Superboy. Parution de DC Special Series.
- Juillet : Parution de Star Hunters.
- Juillet : Fin de parution de Starfire au n°8 et de Plastic Man vol.2 au n°20.
- Août : Fin de parution de Richard Dragon, Kung-Fu Fighter au n°18 et d'Isis au n°8. Reprise et fin de Binky avec le n°82 (dernier numéro).
- Octobre : Parution de Doorway to Nightmare no 1.
- Octobre : Fin de parution de DC Super-Stars au n°18.
- Novembre : Fin de parution de Metal Men au n°56.
- Décembre : Première apparition de Firestorm dans Firestorm, the Nuclear Man no 1[238]. Parution de Steel, the Indestructible Man no 1.
- Décembre : Fin de parution de Super-Team Family au n°15 et de Welcome Back, Kotter au n°10.

### 1978
- Alors que 1976 avait vu la parution d'une multitude de nouveaux titres, DC annule plus de deux douzaines de titres (en cours ou à venir), c'est ce qu'on appellera la DC Implosion.
- Février : Fin de parution de Shazam! au no 35.
- Mars : Première apparition du Comte Vertigo, ennemi de Green Arrow, dans World's Finest Comics n°251[239].
- Mars : Fin de parution de Secret Society of Super-Villains au n°15 et de Challengers of the Unknown au no 87.
- Avril : Parution de DC Comics Presents no 1.
- Avril : Première apparition de Preston Payne, la troisième version de Gueule d'Argile dans Detective Comics no 478.
- Avril : Fin de parution de Freedom Fighters au no 15, de Karate Kid au no 15 et de The New Gods au no 19.
- Mai : Fin de parution d'Aquaman vol.1 au no 63, Claw the Unconquered au no 12, Doorway to Nightmare au no 5, de Mister Miracle au no 25 et de Shade, the Changing Man au no 8.
- Juin : Parution de Battle Classics et de Dynamic Classics, titres annulés après le premier numéro.
- Juin : Fin de parution de Our Fighting Forces au no 181, Showcase au n°104, Kamandi, The Last Boy on Earth au no 59, All-Star Comics au n°74 et de Black Lightning au no 11.
- Juillet : Parution de Army At War, titre annulé après le premier numéro.
- Juillet : Fin de parution de House of Secrets au no 154, Batman Family au n°20, Firestorm au no 5, Star Hunters au no 7, Steel, the Indestructible Man au no 5 et de The Witching Hour au no 85.
- Septembre : Parution de Cancelled Comic Cavalcade no 1 et 2 proposant des histoires non éditées à la suite du DC Implosion. Seules 35 copies de chaque numéro furent imprimées[240].
- Octobre : Première apparition de Lucius Fox dans Batman n°307[241] (en janvier 1979 sur la date de couverture).
- Octobre : Fin de parution de The Amazing World of DC Comics au no 17.
- Novembre : Fin de parution de Teen Titans avec le no 53.
- Décembre : Fin de parution de Famous First Edition.

### 1979
- Avril : Parution de World of Krypton, première série limitée de DC Comics. A l'origine, l'histoire était prévue dans Showcase n°104-106 pour coïncider avec la sortie du film Superman, mais celui-ci fut retardé[242].
- Juin : Parution de All-Out War, The Best of DC et de Jonah Hex and Other Western Tales.
- Juin : Fin de parution de World of Krypton au no 3.
- Juillet : Parution de Time Warp.
- Septembre : Fin de parution de Superboy and the Legion of Super-Heroes au no 258 qui change de titre au numéro suivant : The Legion of Super-Heroes.
- Octobre : Parution de The Legion of Super-Heroes n°259 qui reprend la suite de Superboy and the Legion of Super-Heroes et parution de The New Adventures of Superboy.
- Octobre : Fin de parution de Jonah Hex and Other Western Tales au no 3.
- Décembre : Parution de DC Special Series n°21[243] dans lequel se trouve « Wanted: Santa Claus – Dead or Alive! », première histoire de Batman dessinée par Frank Miller. Parution de DC Special Blue Ribbon Digest, un magazine de 100 pages proposant des réimpressions.
- Décembre : Fin de parution de Men of War au n°26.

## Années 1980

### 1980
- Mars : Fin de parution de Time Warp au no 5.
- Avril : Parution de la mini-série Untold Legend of the Batman de Len Wein[244].
- Avril : Fin de parution de All-Out War au no 6.
- Mai : Fin de parution de Weird Western Tales au no 70.
- Juin : Parution de Mystery in Space n°111, reprise de la série qui avait été mise en pause en 1966.
- Juin : Fin de parution de Untold Legend of the Batman au no 3.
- Octobre (date de couverture) : Relance de l'équipe des Teen Titans dans DC Comics Presents n°26[245] par Marv Wolfman et l'artiste George Pérez[246],[247]. Première apparition de Cyborg, Raven et Starfire.
- Novembre (date de couverture) : Parution de The New Teen Titans.
- Décembre (date de couverture) : Première apparition de Deathstroke dans The New Teen Titans n°2[248].

### 1981
- Janvier (date de couverture) : Parution de Secrets of the Legion of Super-Heroes.
- Mars (date de couverture) : Sortie du 500e numéro de Detective Comics[249] qui présente sept histoires anniversaire.
- Mars (date de couverture) : Fin de parution de Mystery in Space avec le no 117 et de Secrets of the Legion of Super-Heroes au no 3.
- Avril : The Flash fête ses 25 ans et son 300e numéro[250].
- Avril : DC annonce l'arrivée des All-Star Squadron dans Justice League of America n°193[251].
- Avril : Parution du one-shot spécial Madame Xanadu.
- Avril : Fin de parution de Super Friends au n°47.
- Mai : Parution de All-Star Squadron, Arak, Son of Thunder et de Krypton Chronicles.
- Mai (date de couverture) : Parution de Tales of the Green Lantern Corps.
- Juin (date de couverture) : Première apparition des Omega Men dans Green Lantern vol.2 n°141[252].
- Juillet : Fin de parution de Krypton Chronicles au no 3.
- Juillet (date de couverture) : Fin de parution de Tales of the Green Lantern Corps au no 3.
- Septembre (date de couverture) : Fin de parution de DC Special Series au n°27.
- Septembre : Parution de la mini-série The Phantom Zone.
- Novembre : Parution de Justice League of America n°200[253], numéro anniversaire de 76 pages (en mars 1982 sur la date de couverture).
- Décembre : Parution du titre Captain Carrot and His Amazing Zoo Crew![254].
- Décembre : Fin de parution de The Phantom Zone au no 4.

### 1982
- DC Comics annule ses trois dernières anthologies de suspens/horreur : The Unexpected, Ghosts et Secrets of Haunted House.
- Janvier : Parution du titre Saga of the Swamp Thing[255].
- Février : Parution du titre The Fury of Firestorm[256].
- Février : Fin de parution de The Unexpected au n°222.
- Mars : Parution de la série promotionnelle Atari Force avec les jeux Atari 2600[257]. Parution de la mini-série Tales of the New Teen Titans, chaque numéro présente les origines d'un membre de l'équipe[258].
- Mars :  Première apparition de Brother Blood et du Monitor dans New Teen Titans n°21[259].
- Avril : Parution de The Night Force.
- Avril : Début de l'arc narratif "The Great Darkness Saga" dans The Legion of Super-Heroes n°290[260].
- Avril : Première apparition de Blackfire, sœur de Starfire, dans New Teen Titans n°22[261].
- Avril : Fin de parution de DC Special Blue Ribbon Digest au no 24.
- Mai : Fin de parution de The Superman Family au no 222.
- Juin : Sortie du crossover "Crisis on Earth-Prime" avec Justice League of America n°207[262] et All-Star Squadron n°14[263].
- Juin : Fin de parution de Unknown Soldier au n°268 et de Tales of the New Teen Titans au no 4.
- Juillet : Parution du titre Daring New Adventures of Supergirl[264]. Parution du one-shot crossover Marvel and DC Present Featuring The Uncanny X-Men and The New Teen Titans par DC et Marvel.
- Août : Parution d'Arion, Lord of Atlantis, Camelot 3000 et de Masters of the Universe.
- Août : Première apparition de Ambush Bug dans DC Comics Presents n°52[265].
- Août : Première apparition de Terra dans New Teen Titans n°26[266].
- Septembre : Parution de la mini-série Swordquest avec le jeu Atari 2600 Swordquest: Earthworld. Prévue sur 4 numéros, seuls les trois premiers furent édités[267].
- Octobre : Parution du 300e numéro de Wonder Woman[268].
- Octobre : Fin de parution de Masters of the Universe au no 3.
- Novembre : Première apparition de Jason Todd dans Batman n°357[269].
- Novembre : Première apparition de Killer Croc dans Detective Comics n°523[270].
- Décembre : Parution d'Omega Men (en).
- Décembre : Première apparition de Amethyst, Princess of Gemworld dans Legion of Super-Heroes n°298[271].

### 1983
- Rachats des personnages de la firme Charlton Comics, qui seront placés sur Terre-IV.
- Janvier : Parution de la série Amethyst, Princess of Gemworld.
- Janvier : Fin de parution d'Atari Force au no 5.
- Février : Parution de Green Arrow vol.1, première série dédiée au personnage.
- Février : Jason Todd porte le costume de Robin pour la première fois dans Detective Comics n°526[272].
- Février : Première apparition de Lobo dans Omega Men n°3[273].
- Mars : Sortie de Action Comics n°544[274] dans lequel Lex Luthor (par Cary Bates et Curt Swan) et Brainiac (par Marv Wolfman et Gil Kane) obtiennent une nouvelle origine.
- Mars : Sortie du dernier numéro de The Brave and the Bold (n°200[275]) et annonce de la sortie de Batman and the Outsiders. Fin de parution de Weird War Tales au no 124.
- Avril : Sortie de Batman and the Outsiders no 1[276] et de Ronin de Frank Miller.
- Mai : Parution de Sword of the Atom.
- Mai : Arrêt de la série Adventure Comics avec le n°503[277], le titre avait démarré en 1938 et n'avait jamais été stoppé.
- Mai : Première apparition de Cheshire (Jade Nguyen) et de Vigilante (Adrian Chase) dans New Teen Titans Annual n°2[278].
- Mai : Fin de parution de The Night Force au no 14 et de Green Arrow vol.1 au no 4.
- Juin : Parution de Green Lantern/Green Arrow, série proposant la réimpression des numéros de Green Lantern vol.2 dans lesquels Green Lantern et Green Arrow font équipe.
- Juin : Fin de parution de House of Mystery au n°321.
- Juillet : Parution de DC Graphic Novel (en), de Vigilante et de Thriller (en).
- Août : Parution de la mini-série Power Lords.
- Août : La série The Daring New Adventures of Supergirl change de titre au no 14 pour devenir Supergirl vol.2.
- Août : Fin de parution de Captain Carrot and His Amazing Zoo Crew au no 20.
- Septembre : Parution d'Atari Force vol.2 et de New Talent Showcase.
- Septembre : Alan Moore reprend le titre The Saga of Swamp Thing au n°20[279].
- Septembre : Fin de parution Sword of the Atom au no 4.
- Octobre : Parution de la mini-série Nathaniel Dusk (en) et de Star Trek.
- Octobre : Fin de parution de Power Lords au no 3.
- Novembre : Parution d'Infinity, Inc. (en). Parution du 300e numéro de World's Finest Comics[280].
- Novembre : Première apparition de Killer Frost (Louise Lincoln) dans The Fury of Firestorm n°21[281].
- Novembre : Fin de parution de The New Teen Titans au no 40.
- Décembre : La série New Teen Titans change de titre au numéro 41 et devient Tales of the Teen Titans[282]. La numérotation reste inchangée.
- Décembre : Fin de parution d'Amethyst, Princess of Gemworld au no 12 et de Green Lantern/Green Arrow au no 7.

### 1984
- Janvier : Première apparition de Joseph Wilson, fils de Deathstroke et futur Jericho, dans Tales of the Teen Titans n°42[283].
- Janvier : Première apparition de Felicity Smoak dans The Fury of Firestorm n°23[284].
- Janvier : Première apparition de Wrath, ennemi de Batman, dans Batman Special no 1[285].
- Janvier : Fin de parution de Nathaniel Dusk au no 4.
- Février : Parution de New Gods, réimpression de la série de Jack Kirby de 1971.
- Février : Première apparition de Blue Devil dans The Fury of Firestorm n°24[286].
- Mars : Parution de la série Blue Devil[287].
- Mars : Fin de parution de The New Adventures of Superboy au no 54.
- Avril : Parution de The New Teen Titans[288] vol.2.
- Avril : Fin de parution de Legion of Super-Heroes au no 313 et d'Atari Force vol.2 au no 20.
- Mai : Parution de Jemm, Son of Saturn.
- Mai : Fin de parution de Supergirl vol.2 au no 23 et de Ronin au no 6.
- Mai : La série Legion of Super-Heroes change de titre au numéro 314 et devient Tales of the Legion of Super-Heroes[289]. La numérotation reste inchangée. En parallèle, une nouvelle série Legion of Super-Heroes vol.2 démarre.
- Juin : Sortie de Superman n°400[290], numéro anniversaire de 68 pages.
- Juin : Première apparition de Vibe (Cisco Ramon) dans Justice League of America Annual n°2[291].
- Juillet : Fin de parution de Thriller au no 12.
- Septembre : Parution de Spanner's Galaxy.
- Octobre : Mariage de Donna Troy avec Terry Long dans Tales of the Teen Titans n°50[292].
- Novembre : Fin de parution de New Talent Showcase au no 15.
- Décembre : Parution du premier numéro de Crisis on Infinite Earths[293], écrit par Marv Wolfman et dessiné par George Pérez. Première apparition de Alexander Luthor Jr.
- Décembre : Fin de parution de Camelot 3000 au no 12.

### 1985
- Pour fêter les cinquante ans de DC Comics, parution de Crisis on Infinite Earths une série en douze épisodes mensuels à l'issue de laquelle toutes les différentes Terres fusionnent en une unique Terre, conduisant à une remise à zéro de toute la chronologie de l'univers DC et la mort de nombreux personnages comme Barry Allen, la première Supergirl ou Huntress, la fille du Batman et de Catwoman de Terre-II[294].
- Janvier : Première apparition de l'Anti-Monitor dans Crisis on Infinite Earths n°2[295].
- Février : Première apparition de John Constantine dans Swamp Thing n°37[296].
- Février : Fin de parution de Spanner's Galaxy au no 6.
- Mars : Fin de parution de The Saga of Swamp Thing au no 38.
- Avril : Première apparition de Black Mask dans Batman n°386[297].
- Avril : Première apparition de Jinx dans Tales of the Teen Titans n°56[298].
- Avril : Première apparition de Vigilante (Alan Welles) dans Vigilante n°20[299].
- Avril : Fin de parution de Jemm, Son of Saturn au no 12.
- Mai : Fin de parution de Jonah Hex au n°92.
- Juin : Mort de Supergirl dans Crisis on Infinite Earths n°7[300].
- Juin : Fin de la première série The Flash avec le numéro 350[301], fin d'Arion, Lord of Atlantis au no 35.
- Juillet : Parution de la mini-série Nathaniel Dusk II.
- Juillet : Mort du Flash (Barry Allen) dans Crisis on Infinite Earths n°8[302].
- Juillet : Première apparition de Superboy-Prime dans DC Comics Presents n°87[303].
- Juillet : Fin de parution de Arak, Son of Thunder au no 50.
- Octobre : Sortie du dernier numéro de World's Finest Comics (n°323)[304].
- Octobre : Parution de la première série de Booster Gold[305]. Première apparition du personnage Booster Gold (Michael Jon Carter).
- Octobre : Fin de parution de Nathaniel Dusk II au no 4.
- Novembre : Sortie du dernier numéro de Wonder Woman (n°329)[306].
- Novembre : Parution du dernier numéro de Crisis on Infinite Earths[307]. Fin du Multivers de DC.
- Décembre : Première apparition de Vigilante (Dave Winston) dans Vigilante n°28[308].
- Décembre : Fin de parution de The Best of DC au no 71.

### 1986
- Janvier : Fin de parution d'Omega Men au no 38.
- Février : Parution de Batman: The Dark Knight Returns no 1[309], par Frank Miller. Le titre durera 4 numéros. Il réintroduit le personnage au public avec une psychologie sombre, proche de sa conception d'origine des années 1930, et aide à lancer une époque de super-héros sombre qui durera jusqu'au milieu des années 1990[310]. Première apparition de Carrie Kelley.
- Février : La série Green Lantern vol.2 change de titre au n°201 pour devenir The Green Lantern Corps[311]. Première apparition de Kilowog.
- Février : Parution de la série Blue Beetle vol.6[312].
- Avril : Parution de Hawkman vol.2[313].
- Mai : Parution de Watchmen no 1, de Alan Moore et dessiné par Dave Gibbons. La série durera 12 numéros[310]. A ce jour, Watchmen est le seul roman graphique à avoir gagné le prix Hugo (en 1988)[314].
- Mai : Début de l'arc narratif "Whatever Happened to the Man of Tomorrow?", histoire de Superman en deux parties parue dans Superman n°423[315] et Action Comics n°583[316].
- Mai : Parution de Teen Titans Spotlight[317].
- Juin : Parution de The Man of Steel[318], qui réintroduit Superman dans la chronologie de l'univers DC. Durant sa diffusion, la série Action Comics est mise en pause.
- Juin : Parution de Batman n°400[319], numéro anniversaire de 68 pages.
- Juin : Fin de parution de Green Lantern vol.2 au n°205.
- Juillet : Parution de The Green Lantern Corps qui prend la suite de la numérotation de Green Lantern vol.2 avec le n°206.
- Juillet : Fin de parution de DC Graphic Novel au no 7.
- Août : Parution de Legends[320], une série en six parties racontant la formation de la nouvelle ligue de justice d'Amérique et réintroduisant Wonder Woman dans la chronologie de l'univers DC. Première apparition d'Amanda Waller.
- Août : Fin de parution de Blue Devil au no 31.
- Septembre : La série Superman est stoppée et remplacée par The Adventures of Superman qui continue avec la numérotation de la série précédente. Elle démarre au n°424[321]. Première apparition de Cat Grant.
- Septembre : Sortie d'une nouvelle série Superman vol.2[322] qui reprend la version moderne du personnage apparu dans The Man of Steel.
- Octobre : Parution de Batman n°404[323] qui lance le début de l'arc narratif Batman: Year One, la réécriture des origines de Batman post-crisis. Écrit par Frank Miller et dessiné par David Mazzucchelli, c'est l'un des premiers exemples du format de "série limitée à l'intérieur d'une série en cours".
- Octobre : Relance d'une nouvelle série Wonder Woman avec Wonder Woman vol.2 no 1[324]. Le titre lance la version moderne du personnage après Crisis on Infinite Earths. La série est écrite par Greg Potter et George Pérez, et dessinée par George Pérez. Le premier arc narratif commence avec "Dieux et Mortels"[325].
- Novembre : Fin de parution de G.I. Combat au n°288.
- Décembre : Fin de parution de Justice League of America au n°261 et de All-Star Squadron au no 67.

### 1987
- Février : DC lance la nouvelle série Flash vol.2[326] qui présente la version moderne du Flash, Wally West.
- Février : Parution de la première série de Suicide Squad[327].
- Mars : Début de parution de l'arc narratif "Batman: Year Two"[328] dans Detective Comics n°575[329]. Fait suite au succès de "Year One".
- Avril : Sortie de la mini-série, en 3 numéros, Green Arrow: The Longbow Hunters[330]. Celle-ci fut nommée pour un Prix Eisner en 1988 (Meilleure Série Limitée).
- Juin : Fin de parution de The Fury of Firestorm au no 64.
- Juillet : La série Justice League est renommée en Justice League International au n°7[331].
- Septembre : Parution de Hellblazer no 1[332], série d'horreur dédiée à John Constantine et qui durera 25 ans pour 300 numéros.
- Octobre : Fin de parution de Vigilante au no 50.
- Novembre : Première apparition du Ventriloque (Arnold Wesker), ennemi de Batman, dans Detective Comics n°583[333].
- Décembre : Parution de la première série Checkmate[334].

### 1988
- Janvier : La série The Green Lantern Corps est arrêtée au n°224[335].
- Mars : Parution de The Killing Joke[336]. Le titre gagna le Prix Eisner du "Meilleur Album Graphique" en 1989.
- Mars : La série Tales of the Teen Titans est arrêtée au n°91[337]. Fin de parution de Sgt. Rock au n°422.
- Mars : Parution de la mini-série Power Girl[338].
- Avril : Fin de parution de Infinity, Inc. (en) au no 53.
- Mai : Parution de la mini-série Batman : Le Culte de Jim Starlin et Bernie Wrightson.
- Juin : Parution de la première série éponyme d'Animal Man avec Animal Man no 1[339].
- Juillet : Fin de parution de The New Teen Titans au no 49 et de Star Trek au no 56.
- Septembre : La série New Teen Titans vol. 2 change de titre au n°50[340] et devient The New Titans.
- Septembre : Fin de parution de Warlord au n°133.
- Octobre : L'event crossover Invasion! débute.
- Novembre : Parution de Black Orchid no 1[341], premier comics américain dessiné par Neil Gaiman.
- Décembre : Parution de la série limitée Catwoman[342].

### 1989
- Janvier : Début du run de Grant Morrison[343] sur la Doom Patrol dans Doom Patrol vol. 2 n°19[344].
- Février : Première apparition de Huntress (Helena Bertinelli) dans Huntress no 1[345].
- Mars : Début du crossover "Janus Directive" qui dura 11 numéros, répartis sur 5 séries : Checkmate! (n°15-18), Suicide Squad (n°28-30), Manhunter (n°14), Firestorm (n°86) et Captain Atom (n°30).
- Mars : Justice League International change de titre et devient Justice League America au n°26[346].
- Mars : Première apparition de Blockbuster (Roland Desmond) dans Starman n°9.
- Mai : Première apparition de Linda Park, petite amie et future femme de Wally West, dans Flash vol. 2 n°28[347].
- Juin : Début de l'arc narratif "Batman: Year Three" qui fait suite à "Year One" et "Year Two" dans Batman n°436[348]. Première apparition de Tim Drake.
- Juin : Arrêt de la série Legion of Super-Heroes vol.2 au numéro 63[349].
- Juin : Première apparition de El Diablo (Rafael Sandoval) dans El Diablo vol. 2 no 1[350].
- Septembre : Première apparition d'Anarky dans Detective Comics n°608[351].
- Octobre : Parution du roman graphique Arkham Asylum[352] de Grant Morrison et Dave McKean. Première apparition de Amadeus Arkham.
- Octobre : Parution d'une nouvelle série Batman, Legends of the Dark Knight[353].
- Novembre : Parution de Gotham by Gaslight, premier Elseworld.
- Novembre : Tim Drake porte le costume de Robin pour la première fois dans Batman n°442[354].

## Années 1990

### 1990
- Février : Parution de The Atlantis Chronicles[355] et de la mini-série Adam Strange[356].
- Février : Parution du roman graphique Batman: Digital Justice. Écrit et dessiné par Pepe Moreno, il a été entièrement réalisé à l'ordinateur.
- Mars : Parution de Adventures of Ford Fairlane[357] et de The Butcher[358].
- Avril : Parution de Green Lantern vol.3[359].
- Mai : Parution de Bugs Bunny, mini-série en 3 numéros.
- Mai : Parution de The Demon vol.3[360], série sur le démon Etrigan.
- Juin : Fin de parution de Adam Strange avec le numéro 3 et de Adventures of Ford Fairlane avec le numéro 4.
- Juillet : Parution de Breathtaker[361].
- Juillet : Fin de parution de The Butcher avec le numéro 5.
- Août : Fin de parution de The Atlantis Chronicles avec le numéro 7.
- Novembre : Parution de la première série limitée de Robin (Tim Drake) avec Robin no 1[362].
- Novembre : Parution de The Books of Magic[363].

### 1991
- Mai : Fin de parution de The Books of Magic avec le numéro 4.
- Juin : Parution de Deathstroke the Terminator no 1[364].
- Octobre : Parution de la mini-série Black Canary[365] (en 4 numéros).
- Octobre : Parution d'Aquaman vol.4[366].

### 1992
- Janvier : Première apparition de Renee Montoya dans Batman n°475[367].
- Mai : Lancement de la série Batman: Shadow of the Bat[368].
- Août : Première apparition de Azrael dans Batman: Sword of Azrael no 1[369]. La mini-série sert de prélude à l'arc à venir : "Knightfall".
- Novembre : Début de la saga La Mort de Superman. Les lecteurs y découvrent le héros mort, tué par Doomsday[370].

### 1993
- DC Comics créé trois labels : Vertigo, Paradox Press et Milestone Media.
- Janvier : Parution de Death: The High Cost of Living no 1[371], premier titre Vertigo à sortir. Les séries Swamp Thing n°129, Hellblazer n°63, Sandman n°47, Doom Patrol n°64, Animal Man n°57 et Shade, the Changing Man n°33 deviennent toutes des titres Vertigo.
- Janvier : La publication d'Action Comics[372] est suspendue au n°686 à la suite de la mort de Superman.
- Février : Parution de Sandman Mistery Theater no 1[373], de nouvelles aventures du Sandman du Golden Age se déroulant dans les années 1940/1950.
- Avril : Avec la parution de Adventures of Superman n°500[374] débute la seconde partie de La Mort de Superman, "The Reign of the Supermen!".
- Avril : La publication d'Action Comics reprend avec le n°687[375].
- Mai : Le titre Justice League Europe devient Justice League International vol. 2 au n°51[376].
- Juillet : Parution de la série Catwoman vol.2[377].
- Août : Parution de Batman n°500 dans lequel Azrael devient le nouveau Batman.
- Septembre : Green Lantern et Green Arrow font à nouveau équipe dans Green Lantern vol.3 n°47[378].
- Octobre : Parution de la série Robin vol.2[379]. Après s’être fait expulser de la Batcave par Jean-Paul Valley dans l'arc "Knightfall", Tim Drake obtient sa propre série.
- Décembre : Début de l'arc narratif "Emerald Twilight" dans Green Lantern vol.3 n°48[380]. Première apparition de Kyle Rayner.
- Décembre : Parution de la série Lobo vol.2[381].

### 1994
- Mai : Parution de Action Comics n°700[382], numéro anniversaire de 68 pages.
- Juillet : Parution de Heure Zéro: Crise Temporelle, nouveau remodelage de l'univers DC avec "la mort" de la JSA et la folie de Parallax.
- Juillet : Parution d'Aquaman vol.5[383].
- Août : Parution de Starman vol.2 n°0[384], les aventures du fils du Starman du Golden Age, qui signera le retour de nombreux héros du Golden Age au cours de caméo.

### 1995
- Janvier : Arrêt de publication de Doom Patrol vol. 2 au numéro 87[385].
- Février : Parution de The Power of Shazam[386].
- Mars : Fin de parution de The Demon vol.3 avec le numéro 58.
- Avril : Le 30 avril, DC Comics signe un contrat d'exclusivité avec le distributeur Diamond Comic Distributors[387].
- Juillet : Nightwing obtient sa première série en solo avec Nightwing no 1[388].
- Septembre : Arrêt de la série Animal Man avec le numéro 89[389].
- Décembre : Arrêt de la série The New Titans avec le numéro 130[390].

### 1996
- Août : Parution de Nightwing vol.2[391].
- Octobre : Clark Kent épouse Lois Lane dans Superman: The Wedding Album[392].
- Novembre : Parution de Thrillkiller no 1[393], un Elseworld écrit par Howard Chaykin et dessiné par Dan Brereton.

### 1997
- Mars : Parution du crossover Batman / Aliens[394], co-publié par DC Comics et Dark Horse Comics.
- Septembre : Parution de Hawk and Dove vol.4[395].
- Décembre : Début de Superman Red / Superman Blue[396].

### 1998
- DC rachète le studio Wildstorm à Jim Lee. L'éditeur acquiert ainsi de nouveaux personnages avec les séries The Authority, Planetary et Stormwatch.
- Janvier : Début de l'arc "Batman : Cataclysme" avec Detective Comics n°719[397]. Gotham City est frappée par un tremblement de terre qui détruit partiellement la ville.
- Juin : Début de l'arc narratif "Emerald Knights" dans Green Lantern vol. 3 n°101[398].
- Septembre : Parution de la mini-série DC One Million[399].

### 1999
- Janvier : Début de l'arc narratif "Batman : No Man’s Land" avec Batman: No Man’s Land no 1[400].
- Parution de Justice Society of America no 1, le retour de la première équipe de super-héros, composée de membres originels et de nouveaux membres héritiers spirituels de héros du Golden Age.
- Juin : Parution de la série 100 Bullets[401] sous le label Vertigo.

## Années 2000

### 2000
- Janvier : Fin de parution de Legion of Super-Heroes vol.3 (n°125[402]).
- Octobre : Parution de Robin: Year One[403].
- Novembre : Parution de la série Batman: Turning Points[404].

### 2001
- Décembre : Parution du premier numéro de The Dark Knight Strikes Again[405], suite de The Dark Knight Returns de Frank Miller.

### 2002
- Février : Parution de Batman n°600[406], numéro anniversaire et début de l'arc narratif "Bruce Wayne: Fugitive".

### 2003
- Février : Parution de Action Comics n°800[407], numéro anniversaire.
- Août : Parution de la série Superman/Batman[408].

### 2004
- Juin : Parution d'Identity Crisis[409]. Prélude à Infinite Crisis.
- Septembre : Fin de parution de Green Lantern vol.3 au numéro 181.

### 2005
- Logo de DC de 2005 à 2012.En 2005, DC change de logo[410].

Logo de DC de 2005 à 2012.

- Mai : Parution de Batman: Dark Detective[411] par Steve Englehart et Marshall Rogers. Suite de Batman: Strange Apparitions de 1977-1978.
- Octobre : Parution d'Infinite Crisis[412], un cross-over qui devrait avoir le même impact que Crisis on infinite earths sur la chronologie de l'univers DC.

### 2006
- À la suite de Infinite Crisis, la chronologie des titres de DC avance d'un an avec One Year Later (en).
- Février : Parution de Batman: Year 100[413].
- Novembre : DC lance une nouvelle série Midnighter[414] sous le label  WildStorm.

### 2007
- Janvier : Fin de parution de Batman: Legends of the Dark Knight[415].
- Mai : Parution du crossover Superman & Batman vs. Aliens & Predator[416], co-publié avec Dark Horse.

### 2008
- Janvier : Teen Titans: The Lost Annual[417], annoncé une première fois en 2003 puis retardé, sort enfin.
- Février : Parution de Tiny Titans[418] à destination d'un jeune public.
- Mai : Parution de Final Crisis, série dans laquelle Batman est apparemment tué par Darkseid.

### 2009
- Juin : Parution de Batman and Robin[419].
- Juillet : Parution de Blackest Night[420].

## Années 2010

### 2010
- Mars : Parution d'American Vampire.
- Avril : Parution de Brightest Day[421] et de The Flash vol.3[422].
- Mai : Parution de Batman: The Return of Bruce Wayne.
- Juin : Parution de Batman Beyond vol.3, Green Arrow vol.4 et de Red Hood: The Lost Days.
- Juillet : Parution de la mini-série Batman: Odyssey.
- Octobre : Parution de Superman: Earth One.
- Novembre : Fin de parution de Batman: The Return of Bruce Wayne au no 6.
- Décembre : DC Comics stoppe son label Wildstorm[423].

### 2011
- Janvier : DC Comics abandonne le sceau du Comics Code Authority et utilise son propre système de notation.
- Janvier : Parution de Batman Beyond vol.4.
- Février : Fin de parution de Batman: Odyssey au no 6.
- Mai : Parution de Batman: Arkham City[424], série dérivée du jeu vidéo et de Batman: Gates of Gotham.
- Mai : Parution de Flashpoint[425].
- Août : Fin de parution de Flashpoint.
- Août : Tous les titres sont stoppés.
- Septembre: Avec les évènements évoqués dans Flashpoint, DC recréé son univers : c'est la Renaissance DC. 52 nouveaux titres sont lancés avec un no 1.
- Septembre : Parution d'Animal Man vol.2, Aquaman vol.7, Batgirl vol.4, Batman vol.2, Batman and Robin vol.2, Batwing, Batwoman, Blue Beetle vol.9, Catwoman vol.4, Deathstroke vol.2

### 2012

Logo de DC de 2012 à 2016.

- Cette année-là, DC change à nouveau de logo[410].
- Mai : Parution de Batman Incorporated vol.2[426].
- Mai : Parution de Earth-Two[427].

### 2013
- Janvier : Fin de parution d'American Vampire au no 34.
- Avril : Parution de Batman: Li'l Gotham[428].
- Juillet : Parution de Batman '66[429].
- Juillet : Fin de parution de Batman Beyond Unlimited avec le n°18[430].
- Septembre : Parution de la série crossover Forever Evil[431].
- Octobre : Parution de Beware the Batman[432], série dérivée de la série télévisée.
- Octobre : Parution de la série limitée Damian: Son of Batman[433].

### 2014
- Avril : Début de Batman Eternal[434].
- Mai : Fin de parution de Nightwing vol.3 avec le numéro 30[435].
- Octobre : Parution de Gotham Academy[436].

### 2015
- Avril : DC Comics déménage ses bureaux de New York en Californie[437].
- Avril : Parution de la série Convergence[438].
- Juillet : Parution de la première série Cyborg[439].

### 2016

Logo de DC depuis 2016.

- En 2016, DC Comics change de logo[440].
- Mai : Parution le 25 mai 2016 de DC Universe: Rebirth Special, un one-shot qui introduit le relaunch de l'univers DC, dans la continuité de Renaissance DC : DC Rebirth. Ce relaunch aura 32 titres et 23 seront accompagnés d'un one-shot special Rebirth avant le no 1. Les séries Action Comics et Detective Comics reprennent leur numérotation d'origine[441].
- Juin : Parution de Aquaman vol.8, Batman vol.3, Green Arrow vol.6, Green Lanterns[442], Superman vol.4, The Flash vol.5, Wonder Woman vol.5. et Action Comics n°957 et Detective Comics n°934.
- Juillet : Parution de Batgirl vol.5, Hal Jordan and the Green Lantern Corps, Justice League, Nightwing vol.4, Titans vol.3.
- Août : Parution de All-Star Batman[443], Batgirl and the Birds of Prey[444], Deathstroke vol.4, Harley Quinn vol.3, Red Hood and the Outlaws Vol 2[445], Suicide Squad vol.5, Superwoman, The Hellblazer.
- Septembre : Parution de Blue Beetle vol.10, Cyborg vol.2, Gotham Academy: Second Semester, Supergirl vol.7, Trinity vol.2.
- Octobre : Parution de Batman Beyond vol.6, Midnighter and Apollo[446], Teen Titans vol.6.

### 2017
- Février : Parution de Super Sons[447].
- Juin : Parution de Batman n°24 dans lequel Batman demande Catwoman en mariage[448]. Début de parution de la série mensuelle Dark Nights : Metal[449].
- Novembre : Parution de Batman: The Dark Prince Charming[450]. Début de parution de la série Doomsday Clock[451].

### 2018
- Avril : Parution de Action Comics no 1000[452]. Pour fêter ce numéro spécial (Action Comics est la série ayant la plus longue longévité parmi l'histoire des comics books) et les 80 ans de Superman, DC regroupe nombre d'artistes pour proposer une anthologie d'histoires[453],[454].
- Juin : Fin de parution de la série Dark Nights : Metal[449].
- Juillet : Le 4 juillet, parution de Batman vol.3 n°50 dans lequel a lieu le mariage de Bruce Wayne et Selina Kyle[455].

### 2019
- Mars : Parution de Detective Comics no 1000, numéro anniversaire.

### 2021
- Mars : Relaunch Infinite Frontier[456].

### 2023
- Janvier : Initiative éditoriale Dawn of DC[457].